# WDF-dartsvilágbajnokság
A WDF-dartsvilágbajnokság (WDF World Darts Championship) a Darts Világszövetség által rendezett dartsverseny, amely egyike a világszerte működő két dartsvilágbajnokságnak, a Professional Darts Corporation (PDC) szervezésében megrendezett PDC-dartsvilágbajnokság mellett. A British Darts Organisation (BDO) 2020 szeptemberében bekövetkezett összeomlása miatt lényegében az utoljára 2020-ban megrendezett BDO-dartsvilágbajnokság helyét vette át.
A világbajnokságot 2022-ben még áprilisban tartották, 2023-tól kezdve pedig minden év decemberében rendezik meg.

## A döntők

### Férfi
| Év   | Világbajnok (döntőbeli átlag) | Eredmény | Döntős (döntőbeli átlag) | Díjazás   | Díjazás     | Díjazás  | Helyszín                                     |
| Év   | Világbajnok (döntőbeli átlag) | Eredmény | Döntős (döntőbeli átlag) | Összesen  | Bajnoki cím | Döntő    | Helyszín                                     |
| ---- | ----------------------------- | -------- | ------------------------ | --------- | ----------- | -------- | -------------------------------------------- |
| 2022 | Neil Duff (87,73)             | 6 – 5    | Thibault Tricole (86,95) | 200 000 £ | 50 000 £    | 25 000 £ | Lakeside Country Club, Frimley Green, Surrey |
| 2023 | Andy Baetens (93,69)          | 6 – 1    | Chris Landman (86,47)    | 170 000 £ | 50 000 £    | 20 000 £ | Lakeside Country Club, Frimley Green, Surrey |
| 2024 | Shane McGuirk (90,31)         | 6 – 3    | Paul Lim (83,76)         | 130 000 £ | 50 000 £    | 16 000 £ | Lakeside Country Club, Frimley Green, Surrey |

### Női
| Év   | Világbajnok (döntőbeli átlag) | Eredmény | Döntős (döntőbeli átlag)  | Díjazás  | Díjazás     | Díjazás  | Helyszín                                     |
| Év   | Világbajnok (döntőbeli átlag) | Eredmény | Döntős (döntőbeli átlag)  | Összesen | Bajnoki cím | Döntő    | Helyszín                                     |
| ---- | ----------------------------- | -------- | ------------------------- | -------- | ----------- | -------- | -------------------------------------------- |
| 2022 | Beau Greaves (92,05)          | 4 – 0    | Kirsty Hutchinson (72,53) | 87 500 £ | 25 000 £    | 12 500 £ | Lakeside Country Club, Frimley Green, Surrey |
| 2023 | Beau Greaves (2) (84,64)      | 4 – 1    | Aileen de Graaf (77,69)   | 75 000 £ | 25 000 £    | 10 000 £ | Lakeside Country Club, Frimley Green, Surrey |
| 2024 | Beau Greaves (3) (83,92)      | 4 – 1    | Sophie McKinlay (73,81)   | 60 000 £ | 25 000 £    | 8000 £   | Lakeside Country Club, Frimley Green, Surrey |

### Fiúk
| Év   | Világbajnok (döntőbeli átlag)  | Eredmény | Döntős (döntőbeli átlag) | Díjazás  | Díjazás     | Díjazás | Helyszín                                     |
| Év   | Világbajnok (döntőbeli átlag)  | Eredmény | Döntős (döntőbeli átlag) | Összesen | Bajnoki cím | Döntő   | Helyszín                                     |
| ---- | ------------------------------ | -------- | ------------------------ | -------- | ----------- | ------- | -------------------------------------------- |
| 2022 | Bradly Roes (71,34)            | 3 – 1    | Charlie Large (71,56)    | 9500 £   | 5000 £      | 2500 £  | Lakeside Country Club, Frimley Green, Surrey |
| 2023 | Bradley van der Velden (69,93) | 3 – 0    | Adam Dee (66,68)         | 9000 £   | 5000 £      | 2000 £  | Lakeside Country Club, Frimley Green, Surrey |
| 2024 | Archie Self (81,34)            | 3 – 2    | Jenson Walker (84,76)    | 7500 £   | 3000 £      | 1500 £  | Lakeside Country Club, Frimley Green, Surrey |

### Lányok
| Év   | Világbajnok (döntőbeli átlag) | Eredmény | Döntős (döntőbeli átlag) | Díjazás  | Díjazás     | Díjazás | Helyszín                                     |
| Év   | Világbajnok (döntőbeli átlag) | Eredmény | Döntős (döntőbeli átlag) | Összesen | Bajnoki cím | Döntő   | Helyszín                                     |
| ---- | ----------------------------- | -------- | ------------------------ | -------- | ----------- | ------- | -------------------------------------------- |
| 2022 | Eleanor Cairns (52,45)        | 2 – 0    | Wibke Riemann (52,22)    | 3000 £   | 2000 £      | 1000 £  | Lakeside Country Club, Frimley Green, Surrey |
| 2023 | Aurora Fochesato (59,43)      | 2 – 0    | Turai Krisztina (51,07)  | 3000 £   | 2000 £      | 1000 £  | Lakeside Country Club, Frimley Green, Surrey |
| 2024 | Paige Pauling (73,88)         | 2 – 0    | Sophie McKinlay (71,92)  | 3500 £   | 1500 £      | 1000 £  | Lakeside Country Club, Frimley Green, Surrey |

## Fordítás
Ez a szócikk részben vagy egészben  a   WDF World Darts Championship című angol Wikipédia-szócikk fordításán alapul.  Az eredeti cikk szerkesztőit annak laptörténete sorolja fel. Ez a jelzés csupán a megfogalmazás eredetét és a szerzői jogokat jelzi, nem szolgál a cikkben szereplő információk forrásmegjelöléseként.